# Lijst van Tweede Kamerleden 1994-1998

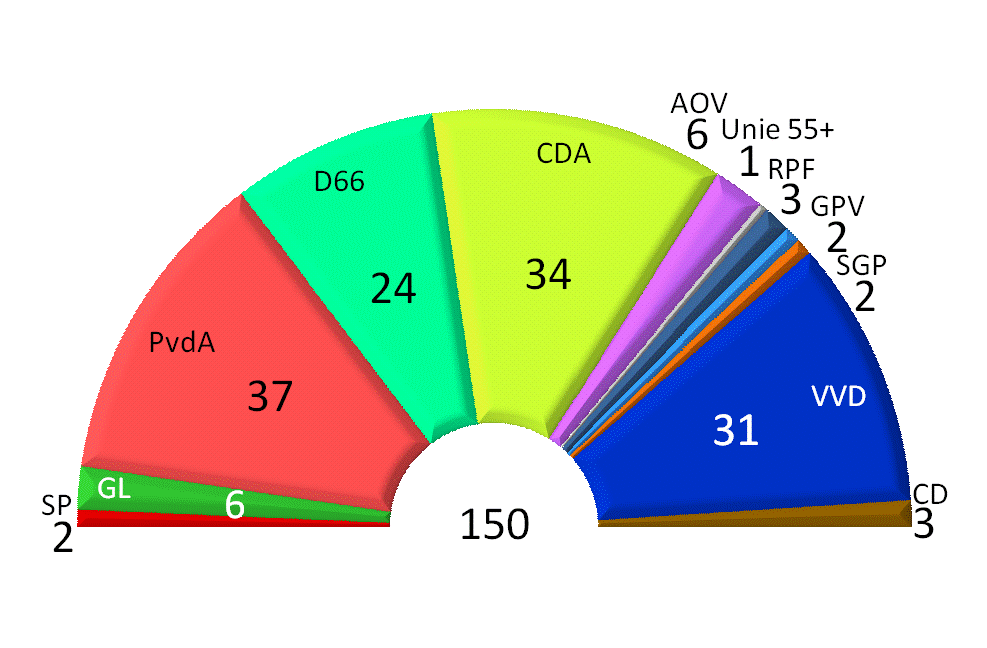
Samenstelling Tweede Kamer 1994-1998

De samenstelling Tweede Kamer 1994-1998 is een lijst van leden van de Tweede Kamer in de periode tussen de Tweede Kamerverkiezingen van 3 mei 1994 en die van 6 mei 1998. De regering wordt gevormd door het eerste paarse kabinet. De zittingsperiode liep van 17 mei 1994 tot 19 mei 1998.
De partijen staan in volgorde van grootte. De politici staan in de volgorde waarop ze voorkwamen op de kandidatenlijst van hun partij.

## Gekozen bij de verkiezingen van 3 mei 1994

### PvdA(37 zetels)
- Wim Kok, fractievoorzitter
- Jacques Wallage
- Thijs Wöltgens
- Karin Adelmund
- Jan Pronk
- Aad Kosto
- Hans Alders[1]
- Relus ter Beek
- Rick van der Ploeg
- Tineke Netelenbos
- Ad Melkert
- Willem Vermeend
- Rob Oudkerk
- Saskia Noorman-den Uyl
- Ruud Vreeman
- Jan van Zijl
- Jeltje van Nieuwenhoven
- Adri Duivesteijn
- Flip Buurmeijer
- Maarten van Traa
- Ella Kalsbeek
- Thanasis Apostolou
- Dick de Cloe
- Eisso Woltjer
- Margo Vliegenthart
- Evan Rozenblad
- Henk Vos
- Martin Zijlstra
- Peter van Heemst
- Johanneke Liemburg
- John Lilipaly
- Ferd Crone
- Gerda Dijksman
- Sharon Dijksma
- Gerritjan van Oven
- Josephine Verspaget
- Wim van Gelder

### CDA(34 zetels)
- Elco Brinkman, fractievoorzitter
- Yvonne van Rooy
- Ernst Hirsch Ballin
- Wim Deetman
- Enneüs Heerma
- Marian Soutendijk-van Appeldoorn
- Frans Wolters
- Jaap de Hoop Scheffer
- Ad Lansink
- Alie Doelman-Pel
- Piet Bukman
- René van der Linden
- Mieke Boers-Wijnberg
- Vincent van der Burg
- Marten Beinema
- Maria van der Hoeven
- Dzsingisz Gabor
- Jacob Reitsma
- Wim Mateman
- Agnes van Ardenne-van der Hoeven
- Ank Bijleveld-Schouten
- Wim van de Camp
- Gerrit Terpstra
- Berry Esselink
- Hans Hillen
- Gerrit de Jong
- Nancy Dankers
- Frans Jozef van der Heijden
- Ries Smits
- Gerd Leers
- Nel Mulder-van Dam
- Maxime Verhagen
- Alis Koekkoek
- Pieter Jan Biesheuvel

### VVD(31 zetels)
- Frits Bolkestein, fractievoorzitter
- Erica Terpstra
- Hans Dijkstal
- Annemarie Jorritsma-Lebbink
- Robin Linschoten
- Dick Dees
- Jan Franssen
- Rudolf de Korte
- Frans Weisglas
- Anne Lize van der Stoel
- Benk Korthals
- Johan Remkes
- Margreet Kamp
- Henk van Hoof
- Jan te Veldhuis
- Broos van Erp
- Piet Blauw
- Hella Voûte-Droste
- Henk Kamp
- Jos van Rey
- Enric Hessing
- Jan Dirk Blaauw
- Hans Hoogervorst
- Nellie Verbugt
- Sari van Heemskerck Pillis-Duvekot
- Oussama Cherribi
- Bibi de Vries
- Marijke Essers-Huiskamp
- Jan Rijpstra
- Clemens Cornielje
- Monique de Vries

### D66(24 zetels)
- Hans van Mierlo, fractievoorzitter
- Gerrit-Jan Wolffensperger
- Jacob Kohnstamm
- Dick Tommel
- Louise Groenman
- Aad Nuis
- Olga Scheltema-de Nie
- Arthie Schimmel
- Joke Jorritsma-van Oosten
- Ursie Lambrechts
- Gerrit Ybema
- Machteld Versnel-Schmitz
- Boris Dittrich
- Pieter ter Veer
- Nicky van 't Riet
- Marijke Augusteijn-Esser
- Thom de Graaf
- Marijn de Koning
- Bob van den Bos
- Jan Hoekema
- Francine Giskes
- Bert Bakker
- Guikje Roethof
- Hubert Fermina

### AOV(6 zetels)
- Jet Nijpels, fractievoorzitter
- Leo Boogaard sr.
- Cees van Wingerden
- Will Verkerk
- Liesbeth Aiking-van Wageningen
- Theo Hendriks

### GroenLinks(5 zetels)
- Ina Brouwer[1]
- Mohamed Rabbae
- Paul Rosenmöller, fractievoorzitter
- Leoni Sipkes
- Marijke Vos

### Centrum Democraten(3 zetels)
- Hans Janmaat, fractievoorzitter
- Wil Schuurman
- Cor Zonneveld

### RPF(3 zetels)
- Leen van Dijke, fractievoorzitter
- André Rouvoet
- Dick Stellingwerf

### SGP(2 zetels)
- Bas van der Vlies, fractievoorzitter
- Koos van den Berg

### GPV(2 zetels)
- Gert Schutte, fractievoorzitter
- Eimert van Middelkoop

### SP(2 zetels)
- Jan Marijnissen, fractievoorzitter
- Remi Poppe

### Unie 55+(1 zetel)
- Bertus Leerkes, fractievoorzitter

## Bijzonderheden
- Hans Alders (PvdA) en Ina Brouwer (GroenLinks) besloten af te zien van hun benoeming als Tweede Kamerlid. In hun plaats werden Marjet van Zuijlen (PvdA) en Tara Oedayraj Singh Varma (GroenLinks) beëdigd.

## Wijzigingen in de samenstelling

### Wijzigingen in 1994
- 15 juni: Evan Rozenblad (PvdA) geeft zijn zetel terug, omdat zijn opgegeven CV niet helemaal waarheidsgetrouw was. Mieke van der Burg neemt vanaf 21 juni zijn plaats in.
- 16 augustus: Elco Brinkman nam ontslag als fractievoorzitter van het CDA. Hij werd twee dagen later opgevolgd door Enneüs Heerma.
- 19 augustus: Hans van Mierlo nam ontslag als fractievoorzitter van D66. Hij werd op 25 augustus dat jaar opgevolgd door Gerrit-Jan Wolffensperger.
- 22 augustus: Wim Kok, Ad Melkert, Tineke Netelenbos, Jan Pronk en Willem Vermeend (allen PvdA), Hans Dijkstal, Annemarie Jorritsma, Robin Linschoten en Erica Terpstra (allen VVD), Jacob Kohnstamm, Hans van Mierlo, Aad Nuis en Dick Tommel (allen D66) werden minister of staatssecretaris in het kabinet-Kok I en verlieten daarom de Tweede Kamer. De vrijgekomen plaatsen werden op 30 augustus dat jaar ingenomen door Rob van Gijzel, Hamid Houda, Servaes Huys, Bert Middel en Mieke Sterk (allen PvdA), Theo van den Doel, Willem Keur, Jan-Hendrik Klein Molekamp en Otto Vos (allen VVD), Roger van Boxtel, Stefanie van Vliet, Jan van Walsem en Jan-Willem van Waning (allen D66). Wim Kok werd als fractievoorzitter van de PvdA op 30 augustus 1994 opgevolgd door Jacques Wallage.
- 30 augustus: Thijs Wöltgens (PvdA) werd per 1 september 1994 burgemeester van Kerkrade en nam afscheid van de Tweede Kamer. Hij werd dezelfde dag nog opgevolgd door Willie Swildens-Rozendaal.
- 7 september: Jan Franssen (VVD) was per 16 juli 1994 burgemeester van Zwolle en trad daarom uit de Tweede Kamer. Hij werd op 8 september opgevolgd door Pieter Hofstra.
- 12 september: Aad Kosto (PvdA) werd lid van de Raad van State en verliet de Tweede Kamer. Zijn opvolger was vanaf 14 september Tineke Witteveen-Hevinga.
- 12 oktober: Theo Hendriks (AOV) werd uit de AOV-fractie gezet wegens solistisch gedrag. Hij ging hierna alleen verder als de Groep Hendriks.
- 20 december: Flip Buurmeijer (PvdA) nam afscheid van de Tweede Kamer vanwege zijn aanstelling per 1 januari 1995 bij het nieuwe Tijdelijk instituut voor coördinatie en afstemming (Tica), dat zorgt voor de uitvoering van de sociale verzekeringen. Zijn vrijgekomen zetel werd op 24 januari 1995 ingenomen door Peter Rehwinkel.

### Wijzigingen in 1995
- 11 januari: Relus ter Beek (PvdA) wordt per 1 januari Commissaris van de Koningin in Drenthe en verlaat de Kamer. Zijn opvolger Gerrit Valk werd op 24 januari dat jaar geïnstalleerd.
- 26 april: Elco Brinkman (CDA) wordt per 1 mei voorzitter van het AVBB (Algemeen Verbond Bouwbedrijf) en nam afscheid. De volgende dag nam Anneke Assen zijn plaats in.
- 1 juni: Ernst Hirsch Ballin (CDA) deed afstand van zijn Tweede Kamerzetel vanwege zijn verkiezing tot lid van de Eerste Kamer der Staten-Generaal. Cees Bremmer was per 7 juni zijn opvolger.
- 13 juni: Dick Dees (VVD) nam ontslag vanwege zijn benoeming tot lid van de Eerste Kamer en werd dezelfde dag opgevolgd door Anke van Blerck-Woerdman.
- 29 augustus: Jet Nijpels, Leo Boogaard sr. en Liesbeth Aiking-van Wageningen, splitsten zich af van de AOV en vormden de Groep Nijpels, met Jet Nijpels als fractievoorzitter. Zij was op 10 juli 1995 al geroyeerd als partijlid van de AOV en werd als fractievoorzitter van AOV dezelfde dag nog opgevolgd door Cees van Wingerden. De Groep-Nijpels zou later opgaan in de Senioren 2000.
- 30 augustus: Louise Groenman (D66) verliet de Kamer, en werd per 1 december Kroonlid van de SER. Ze werd opgevolgd door Hans Jeekel.
- 1 september: Rudolf de Korte (VVD) nam afscheid van de Tweede Kamer: hij werd vicepresident van de Europese Investeringsbank in Luxemburg. Wim Passtoors nam op 5 september de leeggekomen plaats in.
- 1 december: Mieke Boers-Wijnberg (CDA) nam afscheid. Vanaf deze maand ging ze internationale milieunetwerken opzetten. In de Tweede Kamer werd ze op 5 december opgevolgd door Jan ten Hoopen.

### Wijzigingen in 1996
- 1 september: Leo Boogaard sr. (oorspronkelijk AOV, maar overgestapt naar de Groep-Nijpels) verliet wegens gezondheidsredenen de Tweede Kamer. Hij werd op 3 september opgevolgd door Ron Meyer, die zich eveneens aansloot bij de Groep-Nijpels.
- 20 september: Berry Esselink (CDA) overleed. Zijn lege plek werd vanaf 8 oktober opgevuld door Theo Meijer.
- 1 december: Wim Deetman (CDA) werd burgemeester van Den Haag en stapte daarom uit de Tweede Kamer. Henk de Haan was per 3 december zijn opvolger.

### Wijzigingen in 1997
- 17 maart: Ruud Vreeman (PvdA) was sinds 16 maart burgemeester van Zaanstad en verliet de Tweede Kamer. Op 18 maart werd zijn opvolger, Jaap-Jelle Feenstra, beëdigd.
- 9 april: Enneüs Heerma (CDA) deed op 27 maart afstand van het fractievoorzitterschap van zijn partij, en trad op 9 april uit de Tweede Kamer. Op 15 april betrok Marry Visser-van Doorn de leeggekomen zetel. Heerma werd als fractievoorzitter van de CDA op 27 maart 1997 opgevolgd door Jaap de Hoop Scheffer.
- 2 juni: Broos van Erp (VVD) overleed. Ruud Luchtenveld vulde vanaf 26 augustus de vacature in.
- 1 september: Gerda Dijksman (PvdA) werd districtschef in de politieregio Zuid-Holland Zuid en verliet de Tweede Kamer. Op 3 september nam Arie de Jong haar plek over.
- 1 september: Yvonne van Rooy (CDA) werd voorzitter van het College van Bestuur van de Universiteit van Tilburg en nam afscheid van de Kamer. Bob Heeringa was vanaf 2 september haar opvolger.
- 21 oktober: Maarten van Traa (PvdA) kwam om het leven bij een auto-ongeluk. Bert Koenders was vanaf 11 november zijn opvolger.
- 18 november: Hamid Houda (PvdA) kwam in opspraak vanwege onthullingen over zaken die speelden tijdens zijn vorige baan, als baas van een textielonderneming, aangaande belasting. Houda nam ontslag als Kamerlid en werd op 2 december opgevolgd door Marja Wagenaar.
- 3 december: Gerrit-Jan Wolffensperger (D66) werd per 1 februari 1998 voorzitter van de Raad van Bestuur van de NOS en stapte op, nadat hij op 21 november dat jaar al ontslag had genomen als fractievoorzitter. Als fractievoorzitter werd hij op 21 november 1997 opgevolgd door Thom de Graaf, zijn plek in de Tweede Kamer werd op 3 december opgevuld door Paul Wessels.
- 13 december: Cor Zonneveld (CD) overleed. Op 18 december werd hij opgevolgd door Wim Elsthout.

### Wijzigingen in 1998
- 31 maart: Will Verkerk stapte uit de fractie van de AOV en vormde de eenmansfractie Groep Verkerk. Van de oorspronkelijke zeskoppige AOV-fractie bleef in de laatste anderhalve maand van de zittingsperiode alleen nog het lid Cees van Wingerden over.

1815-1818 ·
1818-1821 ·
1821-1824 ·
1824-1827 ·
1827-1830 ·
1830-1833 ·
1833-1836 ·
1836-1839 ·
1839-1842 ·
1842-1845 ·
1845-1848 ·
1848-1849 ·
1849-1850 ·
1850-1852 ·
1852-1853 ·
1853-1854 ·
1854-1856 ·
1856-1858 ·
1858-1860 ·
1860-1862 ·
1862-1864 ·
1864-1866 ·
1866 (sep) ·
1866-1868 ·
1868-1869 ·
1869-1871 ·
1871-1873 ·
1873-1875 ·
1875-1877 ·
1877-1879 ·
1879-1881 ·
1881-1883 ·
1883-1884 ·
1884-1886 ·
1886-1887 ·
1887-1888 ·
1888-1891 ·
1891-1894 ·
1894-1897 ·
1897-1901 ·
1901-1905 ·
1905-1909 ·
1909-1913 ·
1913-1917 ·
1917-1918 ·
1918-1922 ·
1922-1925 ·
1925-1929 ·
1929-1933 ·
1933-1937 ·
1937-1946 ·
1946-1948 ·
1948-1952 ·
1952-1956 ·
1956-1959 ·
1959-1963 ·
1963-1967 ·
1967-1971 ·
1971-1972 ·
1972-1977 ·
1977-1981 ·
1981-1982 ·
1982-1986 ·
1986-1989 ·
1989-1994 ·
1994-1998 ·
1998-2002 ·
2002-2003 ·
2003-2006 ·
2006-2010 ·
2010-2012 ·
2012-2017 ·
2017-2021 ·
2021-2023 ·
2023-heden
Overzicht historische zetelverdeling